# U.S. Post Office Delmar

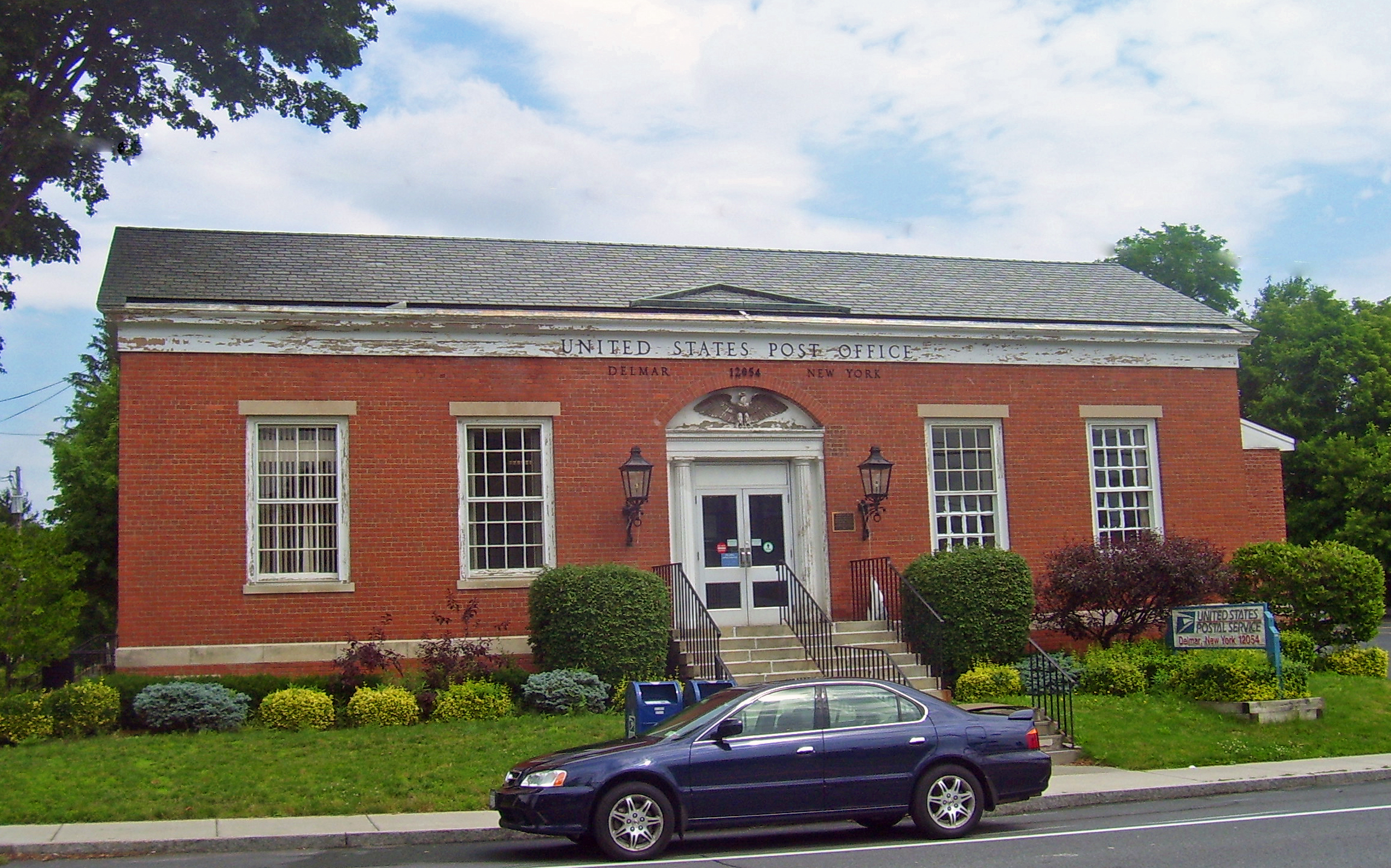
Südansicht des Postamtes in Delmar (2008)

Das U.S. Post Office in Delmar ist die für den ZIP-Code 12054 zuständige Filiale des United States Postal Service und befindet sich an der Delaware Avenue (NY-443) inmitten des Weilers. Das Gebäude wurde 1988 in das National Register of Historic Places eingetragen. Es ist derzeit (April 2024) das einzige in das Register eingetragene Postamt im Albany County des Bundesstaats New York.
Bei dem Postamt handelt es sich um ein kleines Ziegelstein-Gebäude, das 1939/1940 erbaut wurde. Die Eingangshalle des Postamts ist mit einer Wandmalerei verziert, die im Rahmen eines Projektes der Works Progress Administration entstand und stellt die sogenannte Indian Ladder im nahegelegenen John Boyd Thacher State Park dar.

## Architektur des Gebäudes
Bei dem Postamt handelt es sich um ein einstöckiges Ziegelsteingebäude mit fünf Jochen. Der doppeltürige Haupteingang befindet sich auf einer Reihe von Stufen aus Granit, die von Eisengeländern gesäumt werden. Die Türen befinden sich zwischen der dorischen Säulenreihe und dem Säulengebälk; oberhalb der Tür ist ein Oberlicht mit einem gegossenen Adler aus Aluminium angebracht. Die Inschrift „UNITED STATES POST OFFICE“ ist mit Buchstaben aus Bronze am Fries des Gebäudes angebracht, die Inschrift „DELMAR 12054 NEW YORK“ befindet sich direkt oberhalb der Tür. Auf beiden Seiten der Eingangstüre befinden sich zwei ursprüngliche Lampen und zwei Fenster mit Kalkstein-Fensterbänken und -stürzen. Ein hölzernes Gesims läuft an der Dachtraufe entlang. Das Gebäude ist von einem Satteldach bedeckt.
Die Seitenfronten verfügen jeweils über ein Paar Fenster. Die Giebelseiten sind verschindelt und haben eine halbrunde Öffnung mit sternförmig angeordneten Fensterpfosten. An der Gebäuderückseite befinden sich zwei Seitenflügel, einen drei-jöchiger Arbeitsraum, an dem das Gesims durch eine Brüstung ersetzt ist. Ein vierjöchiger Flügel, der später hinzugefügt wurde, kopiert die Details des Daches des Hauptflügels, gilt aber nicht als beitragendes Objekt zum Register.
Im Gebäudeinneren führt der Eingangsbereich in eine Halle mit hölzernen Paneelen. Die L-förmige Schalterhalle hat einen rot-schwarzen Terrazzoboden, eine Lamperie aus weißem Marmor sowie Abschlussleisten aus schwarzem Marmor. Diese werden durch Fliesen abgelöst, die am Schnittpunkt von Wand und Decke ein einfaches Gesims bilden. Ein 1940 entstandenes Wandgemälde, das der Künstler Sol Wilson im Rahmen eines Auftrages der Works Progress Administration anfertigte, befindet sich an der Wand oberhalb des Büros des Postmeisters. Die Möbel im Gebäude sind zum großen Teil original.

## Geschichte des Postamtes
In Delmar gab es seit 1840 ein Postamt, das sich in gemieteten Räumen an der Elsemere Avenue befand. An der Stelle des heutigen Postamtes befand sich vor dessen Bau ein Einfamilienhaus, das Mitte der 1930er Jahre abgerissen wurde, nachdem der Neubau des Postamtes beschlossen wurde. Als Generalunternehmer gewann die Baufirma von Loucks und Clarke aus Wallingford, Connecticut die Ausschreibung, begann 1939 mit der Ausschachtung für das Fundament und 1940 wurde das neue Gebäude eröffnet. Seitdem wurde das Gebäude nur einmal wesentlich verändert, als 1959 ein Flügel an der Gebäuderückseite angebaut wurde, um dem gewachsenen Volumen des Postverkehrs Genüge zu tun.

## Gestaltung
Louis Simon, der damals der Chefarchitekt des United States Treasury Department war, entwarf für New York insgesamt 13 Postämter im Stil des Colonial Revival, die ähnlich gestaltet sind. Das Gebäude in Delmar ist allerdings das einzige davon, das ohne eine Kuppel erbaut wurde. (Das Postamt in Attica hatte zum Bauzeitpunkt eine Kuppel, diese wurde jedoch später entfernt).